# Idiops duocordibus
Idiops duocordibus (лат.) — вид мигаломорфных пауков рода Idiops из семейства Idiopidae.

## Распространение
Южная Америка (Бразилия).

## Описание
Пауки среднего размера, длина около 1 см. Карапакс коричневый, ноги и вертлуг светло-коричневые, брюшко темно-серое. Самцы и самки Idiops duocordibus отличаются от других неотропических видов светло-коричневыми тазиками и вертлугами, контрастирующими с коричневым телом. Самец похож на Idiops rohdei коротким метатарсусом ноги I с продольной кривизной и небольшим продольным выступом на апикальной половине, но отличается голенным апофизом с треугольной апикальной ветвью, вдвое превышающей размер базальной ветви, и слабо изогнутым эмболусом. Самка отличается от таковых других видов наличием сперматек с двулопастными рецептакулями в форме сердца. Тазики ног без шипов. Хелицеры с продольным рядом крупных зубцов и ретролатеральным рядом меньших зубцов, ретролатеральные зубцы занимают базальную треть хелицер. Ноги с тремя коготками на лапках. Брюшко овальной формы. Передние боковые глаза (ALE) расположены рядом с кромкой клипеального края.